# Sarah Günther-Werlein
Sarah Günther-Werlein (* 25. Januar 1983 in Bremen als Sarah Günther) ist eine ehemalige deutsche Fußballspielerin. Die Mittelfeldspielerin war von 2003 bis 2010 in der Frauen-Bundesliga und zwischen 2001 und 2005 für die Frauen-Nationalmannschaft aktiv.

## Sportliche Karriere
Ihre Fußballkarriere begann sie als Zehnjährige beim VfB Komet Bremen. Am 6. März 2001 gab sie beim Spiel gegen China ihr Debüt in der A-Nationalmannschaft. Ein Jahr später wurde sie mit der U-19 Europameisterin und erreichte bei der erstmals ausgetragenen Weltmeisterschaft den dritten Platz. 2003 wechselte sie zum Bundesligaaufsteiger Hamburger SV. Mit der Nationalmannschaft gewann sie 2004 die olympische Bronzemedaille und 2005 die Europameisterschaft.
Für den Gewinn der Bronzemedaille 2004 erhielt sie am 16. März 2005 das Silberne Lorbeerblatt.
Nach der EM wechselte sie zum 1. FFC Frankfurt, mit dem sie 2007 deutsche Meisterin und 2006 UEFA-Women’s-Cup-Siegerin wurde. Aufgrund einer langwierigen Verletzung und Krankheit konnte sie längere Zeit nicht spielen.
Ihr erstes Bundesligator beim 1. FFC Frankfurt erzielte sie am 24. Februar 2008 in der Spitzenbegegnung gegen den FCR Duisburg. Nachdem sie 2009 noch für zwei weitere Jahre mit dem Verein verlängert hatte, beendete sie ihre Karriere im folgenden Jahr.

## Erfolge
- Bronzemedaille bei Olympia 2004
- Europameisterin 2005
- U 18-Europameisterin: 2000
- U 19-Europameisterin: 2002
- U 19-Weltmeisterschaft 2002: 3. Platz
- UEFA-Women's-Cup-Siegerin: 2006, 2008
- Deutsche Meisterin: 2005, 2007, 2008
- Deutsche Pokalsiegerin: 2007, 2008